# North Charleroi
North Charleroi é um distrito localizado no estado norte-americano de Pensilvânia, no Condado de Washington.

## Demografia
Segundo o censo norte-americano de 2000, a sua população era de 1409 habitantes.
Em 2006, foi estimada uma população de 1337, um decréscimo de 72 (-5.1%).

## Geografia
De acordo com o United States Census Bureau tem uma área de
0,8 km², dos quais 0,7 km² cobertos por terra e 0,1 km² cobertos por água.

## Localidades na vizinhança
O diagrama seguinte representa as localidades num raio de 4 km ao redor de North Charleroi.